# Pterartoriola sagae
Pterartoriola sagae là một loài nhện trong họ Lycosidae.
Loài này thuộc chi Pterartoriola. Pterartoriola sagae được William Frederick Purcell miêu tả năm 1903.